# Podocallichirus madagassa
Podocallichirus madagassa is een tienpotigensoort uit de familie van de Callianassidae. De wetenschappelijke naam van de soort is voor het eerst geldig gepubliceerd in 1881 door Lenz & Richters.